# Bróðir Svartúlfs
Bróðir Svartúlfs est un groupe musical islandais. Le groupe participe au Músíktilraunir, auquel il sort vainqueur, et publie un seul EP éponyme en 2009. Le groupe cesse ses activités autour de 2010.

## Histoire
Le groupe, qui est le fruit de cinq types différents d'idées, est formé en septembre 2008. Chacun des membres, pourtant issus de parcours musicaux différents, synchronisent immédiatement leurs idées. Le groupe parvient à mélanger les différents styles musicaux sans que « cela sonne confus ».
Bróðir Svartúlfs participe au concours musical Músíktilraunir en 2009 et en sort vainqueur. En juillet 2009, le groupe se rend au studio d'enregistrement Sundlaugin pour y composer un EP, dont la sortie est prévue en août 2009. Le groupe prévoit aussi des concerts cet été, notamment au festival de musique Úlfaldi úr Mýfluga à Mývatn et au Melting à Borgarfjörður eystri. D'autres concerts, tant à l'étranger que dans la capitale, sont également prévus. En août 2009, ils publient donc leur premier et seul EP, Bróðir Svartúlfs, qui attire l'intérêt de la presse spécialisée locale, recevant notamment une note de 4/5 de la part du webzine Rjómanum.
En 2010, ils sortent le clip de leur chanson Velkomin, tourné principalement à Leikborg avec des acteurs de la péninsule et eux-mêmes. Autour de cette même année, le groupe cesse ses activités.

## Membres
- Arnar Freyr Frostason - rap, chant
- Sigfús Arnar Benediktsson - guitare
- Andri Þorleifsson - batterie
- Jón Atli Magnússon - basse
- Helgi Sæmundur Guðmundsson - synthétiseur, chœurs

## Discographie
- 2009 : Bróðir svartúlfs (EP)